# Grevinge Kirke
Grevinge Kirke (Grevinge Sogn, Odsherred Provsti, Roskilde Stift) er en romansk kirkebygning.
Kirken hørte oprindelig under Roskilde domkapitel, men blev omkring 1571 overdraget til Københavns Universitets medicinske fakultet. Den forblev i universitetets eje indtil 1. oktober 1934 hvor den blev selvejende.

## Bygningen
De ældste dele af bygningen indgår i skibet og stammer fra 1100-tallet. Den er blevet forhøjet i 1400-tallet og har efterfølgende fået tårnet tilføjet. Koret er tilføjet omkring år 1450. Der er to våbenhuse, et nordligt fra 1400-tallet og et sydligt fra 1500-tallet; det nordlige er senere blevet benyttet til bl.a. materiel- og fyrrum, men fungerer i dag som ligkapel. Desuden er der tilbygget et nordvendt sakristi omkring år 1525.
Bygningen er opført i munkesten, marksten og frådsten.
Der er foretaget flere restaureringer af kirken gennem tiden, mest gennemgribende i 1865, hvor de kalkede ydermure blev afrenset, og i 1972 hvor gulvene blev omlagt. Som følge af tilhørsforholdet til universitetet eksisterer der ganske mange bevarede regnskaber som fortæller om kirkens vedligeholdelse; bl.a. anfører universitets kvæstor, Ludvig Holberg, i 1748 at større reparationer kræver syn.

## Kirkens indre
Kirkerummet er hvidkalket med afrensede buer og hvælv. Der findes levn af kalkmalerier fra 1400-tallet som er genfundet ved restaureringerne. Prædikestolen er fra 1604, dog med visse senere modifikationer.
Altervæggen er smykket med et maleri af Niels Larsen Stevns fra 1924.

## Eksterne kilder og henvisninger
- Wikimedia Commons har flere filer relateret til Grevinge Kirke
- Grevinge Kirke i bogværket Danmarks Kirker (udg. af Nationalmuseet)
- Grevinge Kirke Arkiveret 31. januar 2011 hos  Wayback Machine hos nordenskirker.dk
- Grevinge Kirke hos KortTilKirken.dk